# Scoletoma
Scoletoma (лат.) — род морских многощетинковых червей из семейства Lumbrineridae отряда Eunicida. В ископаемом виде неизвестны. Тело цилиндрической формы, сужающееся с обоих концов, состоящее из очень большого количества отдельных хрупких колец. Голова состоит из одного губного кольца, язычковидной формы, сверху выпуклая, снизу вогнутая. Рот немного шероховатый и снабжен парой маленьких мясистых щупальцеобразных усиков. На всех сигментах есть одинаковые параподии, за исключением первых двух сегментов, которые их лишены. Пароподии состоят из одного пучка щетинок с мясистым сосочком, раздвоенным снизу. Встречаются в Тихом, Атлантическом и Индийском океанах от тропических до полярных вод.

## Классификация
На февраль 2025 года в род включают 29 видов:
1. Scoletoma acicularum (Webster & Benedict, 1887)
2. Scoletoma atlantica (Kinberg, 1865)
3. Scoletoma branchiata (Treadwell, 1921)
4. Scoletoma brevicirra (Schmarda, 1861)
5. Scoletoma candida (Treadwell, 1921)
6. Scoletoma debilis (Grube, 1878)
7. Scoletoma elongata (Treadwell, 1931)
8. Scoletoma emandibulata (Pillai, 1961)
9. Scoletoma erecta (Moore, 1904)
10. Scoletoma ernesti (Perkins, 1979)
11. Scoletoma fragilis (O.F. Müller, 1776)
12. Scoletoma funchalensis (Kinberg, 1865)
13. Scoletoma hebes (Verrill, 1879)
14. Scoletoma laurentiana (Grube, 1863)
15. Scoletoma longifolia (Imajima & Higuchi, 1975)
16. Scoletoma lynnei (Knox, 1951)
17. Scoletoma maculata (Treadwell, 1901)
18. Scoletoma magnidentata (Winsnes, 1981)
19. Scoletoma minima (Hartman, 1944)
20. Scoletoma nipponica (Imajima & Higuchi, 1975)
21. Scoletoma parvapedata (Treadwell, 1901)
22. Scoletoma punctata (McIntosh, 1885)
23. Scoletoma robusta (Ehlers, 1887)
24. Scoletoma rovignensis (Fauvel, 1940)
25. Scoletoma tenuis (Verrill, 1873)
26. Scoletoma testudinum (Augener, 1922)
27. Scoletoma tetraura (Schmarda, 1861)
28. Scoletoma verrilli (Perkins, 1979)
29. Scoletoma zonata (Johnson, 1901)